# 10350 Spallanzani
För andra betydelser, se Spallanzani.
10350 Spallanzani eller 1992 OG2 är en asteroid i huvudbältet som upptäcktes den 26 juli 1992 av den belgiske astronomen Eric W. Elst vid La Silla-observatoriet. Den är uppkallad efter italienaren Lazzaro Spallanzani.